# 박세진 (요리사)
박세진(朴世鎭, 양력 1979년 1월 11일 ~ )은 대한민국의 요리사이다.

## 학력
- 서울고등학교 (졸업)
- 건국대학교(중퇴)
- 츠지 조리사 전문학교 (졸업)